# Gerdályi erődtemplom
A gerdályi erődtemplom a 13. században emelt, a 19. század közepén alapjaiból újjáépített szász evangélikus erődtemplom a Szeben megyei Gerdályon. Miután a falu a 21. század elején elnéptelenedett, a templom is romos állapotba került.

## Története
Gerdályt és papját legelőször az 1330-as évekre vonatkozó pápai adójegyzék említi, de feltételezhető, hogy a falu a szászok első letelepedési időszakában, a 12. században, de legkésőbb a 13. században alakult, és valószínűleg ekkor épült első temploma is. 1520-ban támogatást kapnak a nagyszebeni kincstártól várfalak és tornyok emelésére, és a templom átépítésére. 1638–1639-ben többször is felkereste Haller Gábor főgenerális, és szorgalmazta a falak megerősítését.
A 19. századra a középkori, gótikus templom olyan rossz állapotba került, hogy 1816-ban lebontásáról döntöttek, azonban pénzhiány miatt csak 1850 körül került erre sor. 1858-ra készült el az új templom, nyugati oldalán toronnyal. A várfal délnyugati tornyát 1846-ban átépítették kapuerőddé és raktárrá.
A templomon és az erődítményen 1964-ben és 1987-ben végeztek felújításokat, de a slendrián munka miatt a délkeleti torony még 1987-ben leomlott. A szászok 20. századi kivándorlása és a falu 21. századi elnéptelenedése következtében a templom romos állapotba került.

## Leírása
A csarnoktemplom klasszicista stílusú, ablakai ívesek, meredek piramistetővel rendelkező tornya nyugati oldalán van. A hajót lapos stukkómennyezet fedi, a szentély félkörös záródású apszissal végződik, a hajót és a szentélyt pedig félköríves diadalív választja el. A nyugati oldalon téglából épített galéria van.
Barokk, architrávos oltára 1736-ban készült, a fő oltárkép Jézus keresztre feszítését ábrázolja Jánossal és Máriával, a képet pedig pilaszterek és íves oszlopok szegélyezik. A középső rész külső oldalán egy kis ovális kép látható, amely Mózest ábrázolja a törvénytáblákkal és Jézust földgömbbel a kezében. Az oltár díszítését Lombok, virágok, angyalfejek, vázák és medalionok egészítik ki, és a feltámadt Jézust ábrázoló faszobor koronázza.
Tíz regiszteres orgonáját Johannes Prause építette 1782-ben, eredetileg a keresztényfalvi erődtemplom számára; 1842-ben került a gerdályi erődtemplomba. Középső részét a belmagasság hiánya miatt megrövidítették, amely rontotta kinézetét. 1879-ben Hörbiger, 1926-ban Wegenstein javította. A templom nagyharangját 1803-ban öntötték Johann Pauli műhelyében, a középső és a kis harangot pedig 1921-ben öntötte Schieb Nagyszebenben. A szószék, a keresztelőmedence és a padok a 19. század közepéről származnak.
16. századi erődítménye téglalap alaprajzú, eredetileg négy saroktoronnyal, melyek közül a délkeleti összeomlott. A délnyugati tornyot 1846-ban J. Angermann mérnök tervei alapján a megerősített templom kapujává alakították át, melyet szalonna- és gyümölcstárolóként is használtak.

## Képek

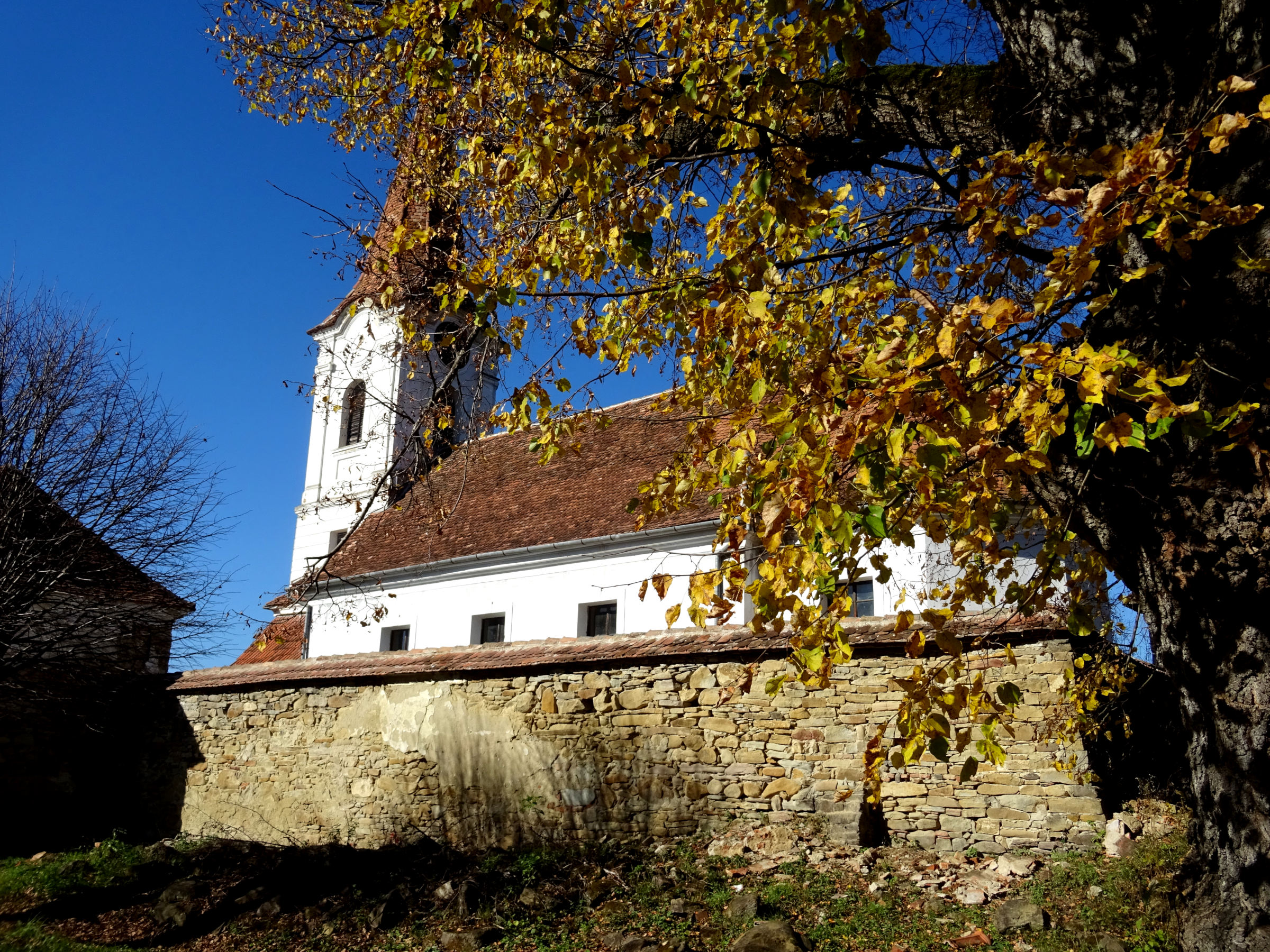
Délkeletről
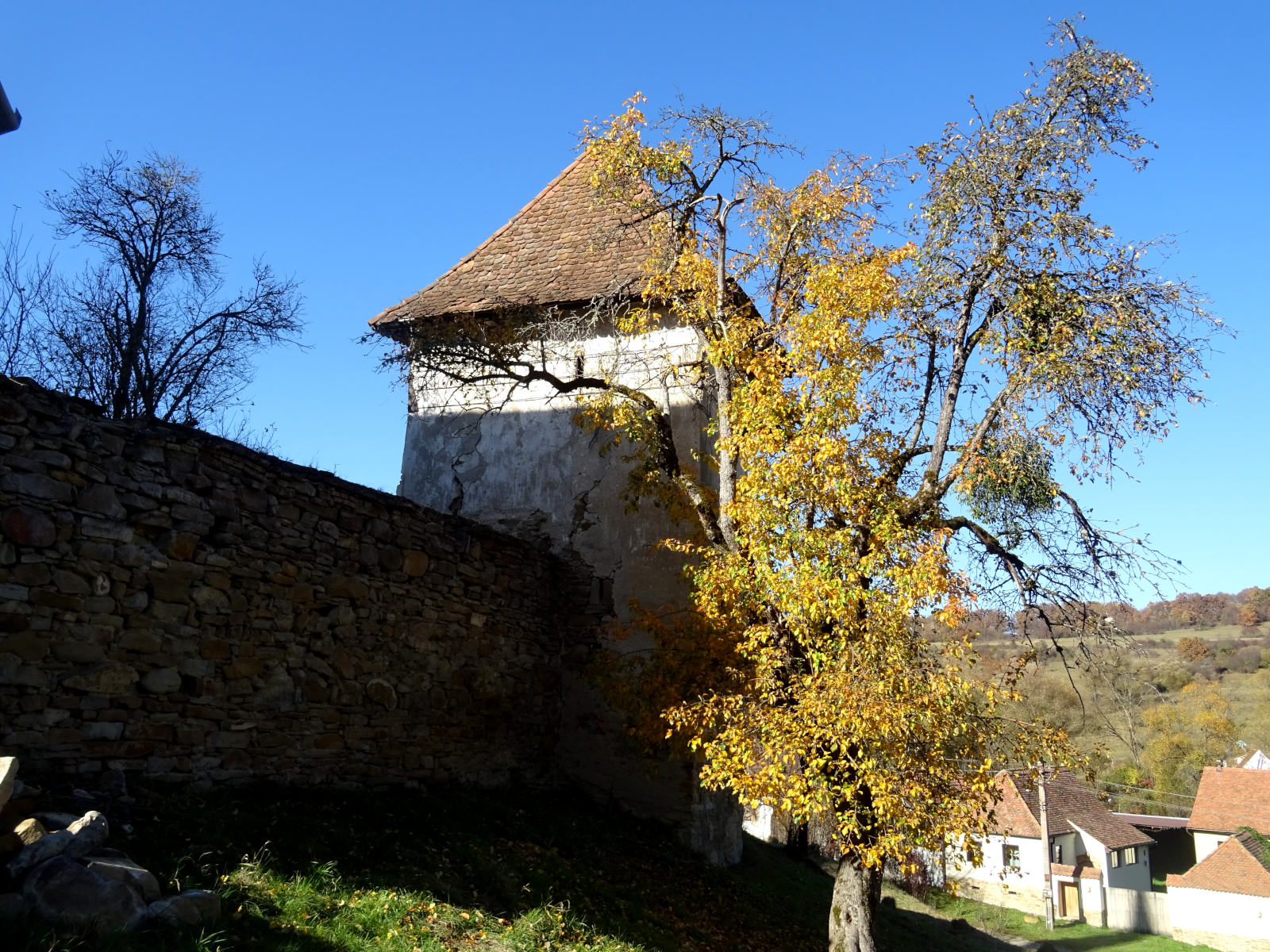
Az északkeleti torony
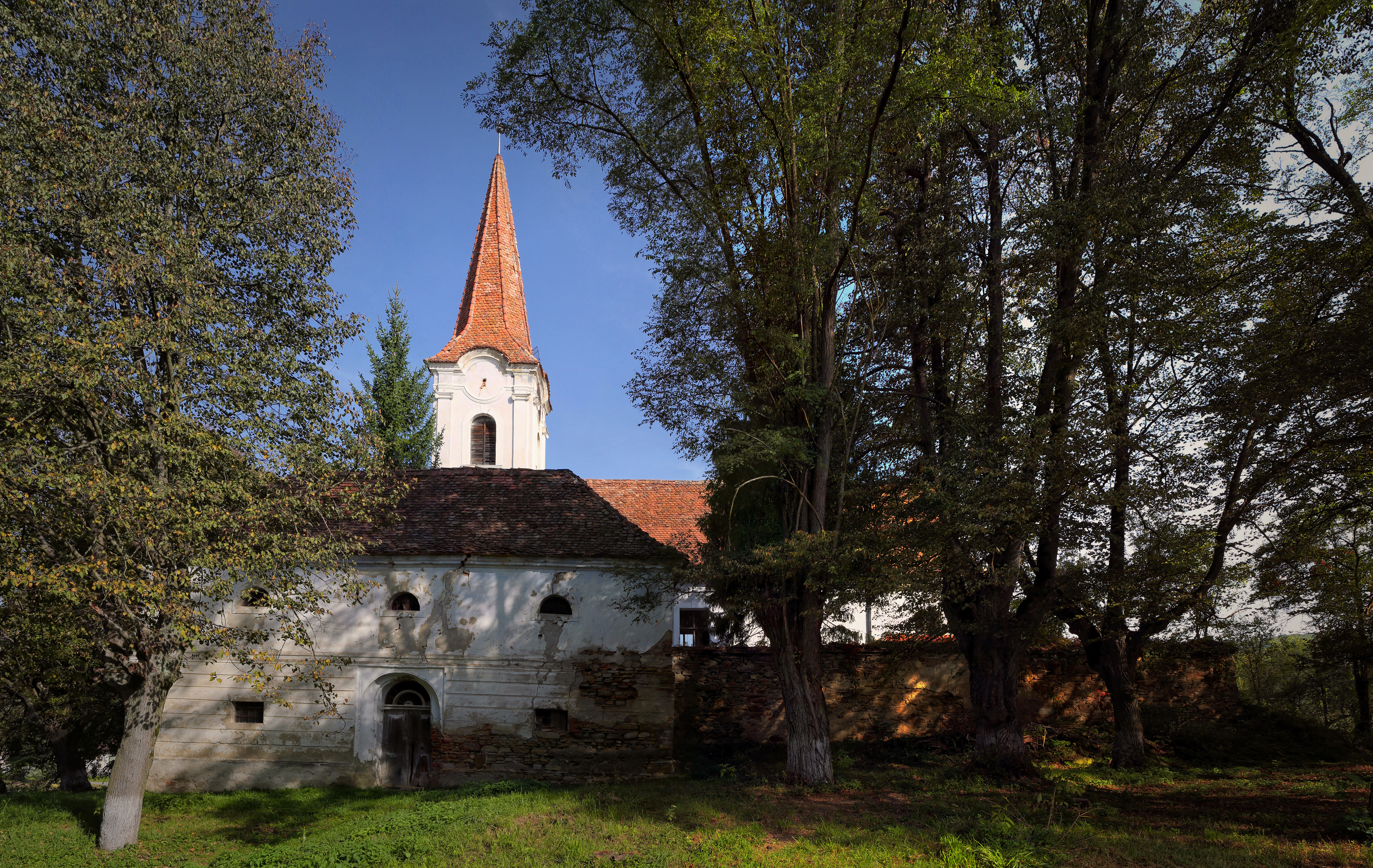
A kapuerőd (balra)
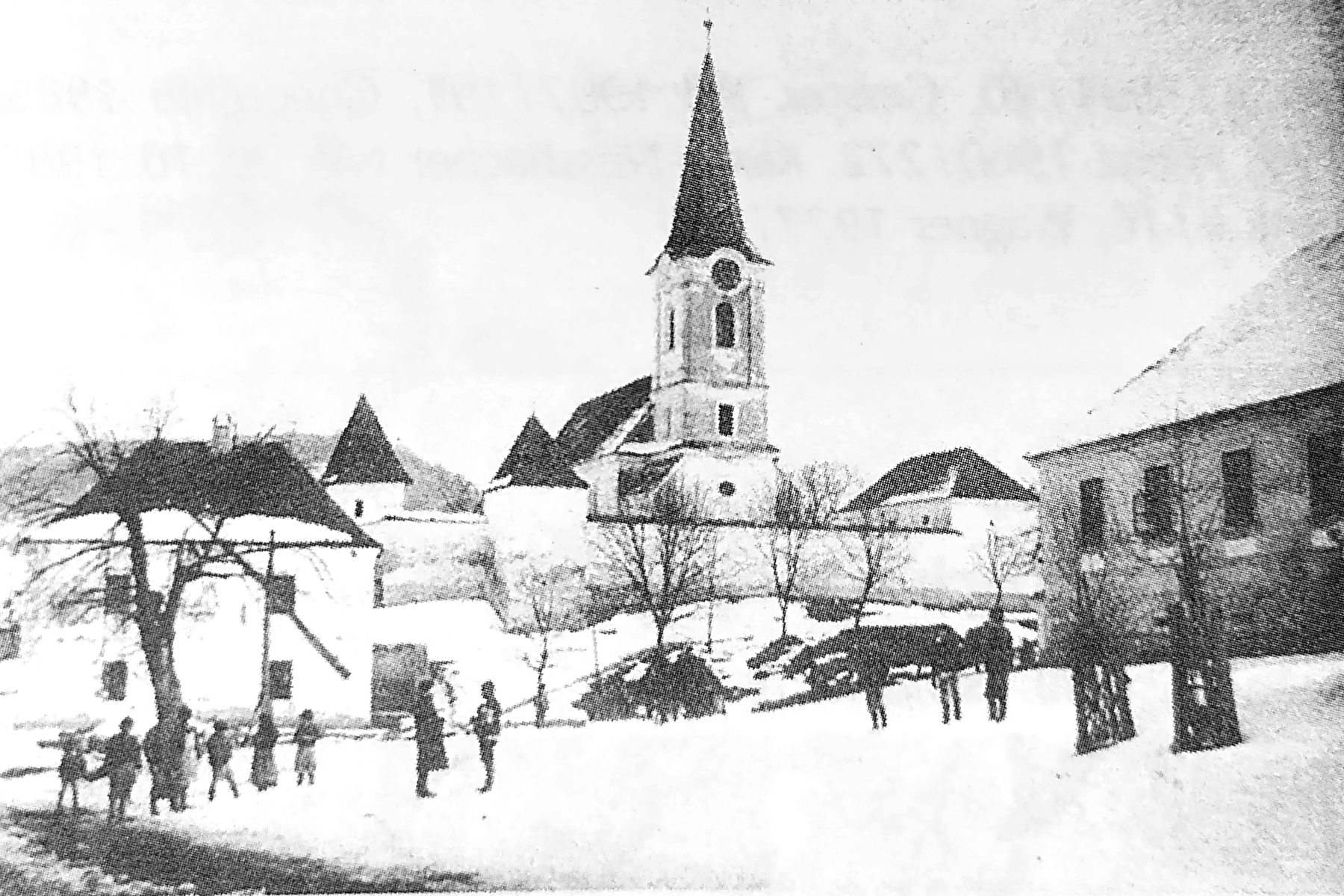
1900 körül